# Kup LEN 2008./09.
Ovo je sedamnaesto izdanje Euro Cupa. Sudjelovale su 44 momčadi.

## Završnica
- Panionios -  Szeged 8:6, 13:17 (pr.)

- sastav Szegeda (prvi naslov): László Baksa, Vojislav Vejzagić, István Lehmann, Péter Varga, Zsolt Juhász, Miloš Korolija, Tamás Varga, Péter Komlósi, Tamás Molnár, László Weszelovszky, Béla Török, Mihailo Korolija, Német